# Пицца из мацы
Пицца из мацы (ивр. מצה-פיצה‎ matzah pizza, matzoh pizza) — разновидность пиццы, приготовленная из мацы, покрытой соусом, сыром и другими начинками.
Во время Песаха еврейский закон запрещает употребление продуктов, приготовленных с использованием дрожжей или разрыхлителей. Учитывая эти ограничения, готовят пиццу, заменяя традиционную основу для пиццы мацой. Также производители продуктов питания поставляют традиционные коржи для пиццы, приготовленные из кошерных пасхальных ингредиентов, а в некоторых рецептах предлагается заменить дрожжевое тесто измельченной мацой. Во время Песаха в меню некоторых ресторанов также представлена пицца с мацой, которая заменяет традиционную пиццу.
Мацу можно использовать целиком либо разламывать её на кусочки, размачивать (пропитать взбитыми яйцами) и распределять полученную массу на противне, чтобы образовалась основа для пиццы.

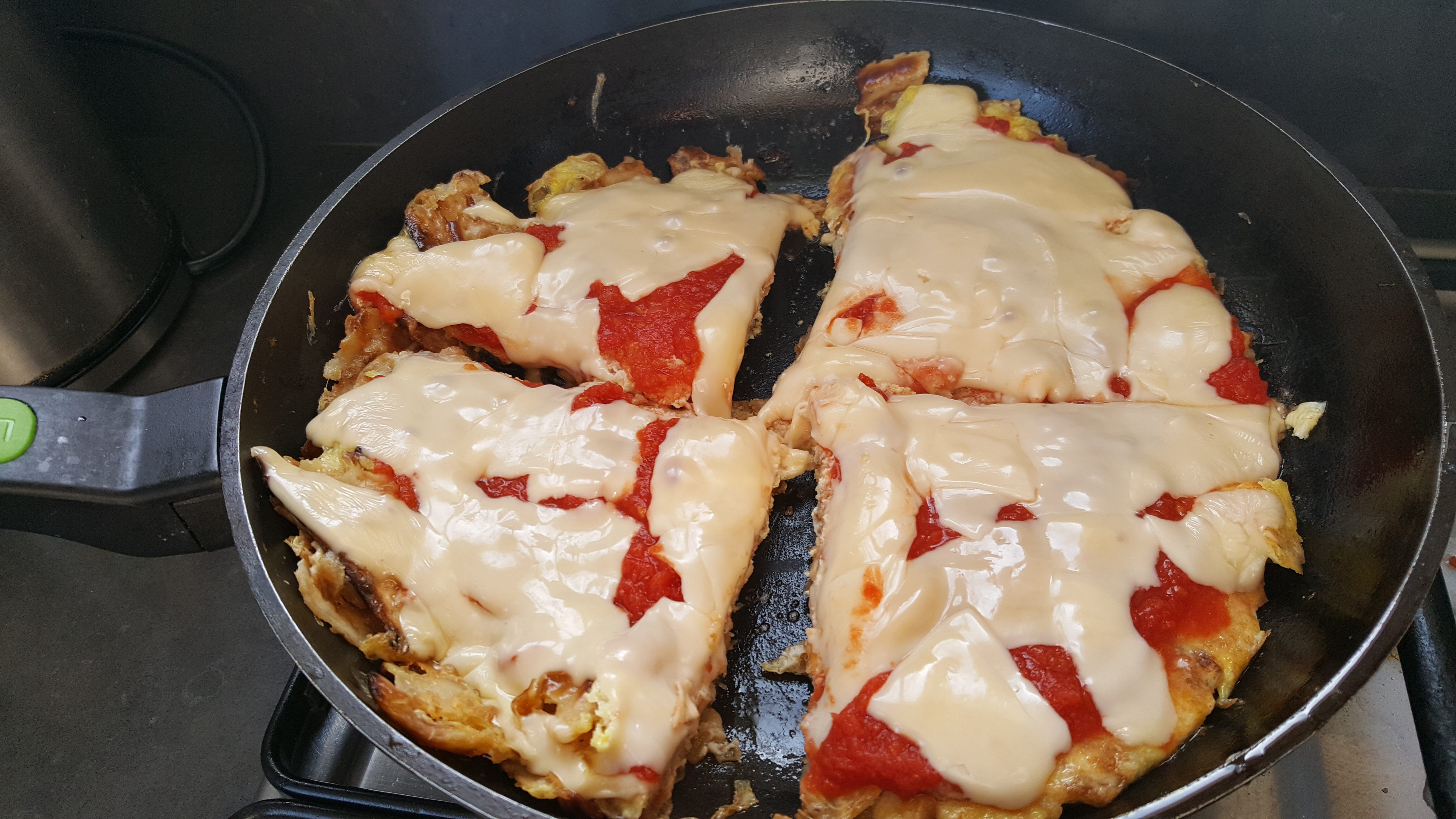
Пицца из измельчённой мацы

Помимо сыра можно использовать и другие традиционные начинки для пиццы.
Из-за того, что в городе Массапекуа, штат Нью-Йорк, проживают большие итальянские и еврейские общины, термин matzah pizza также иногда используется как его эпитет.